# Луций Атилий (народный трибун)
Лу́ций Ати́лий (лат. Lucius Atilius; IV век до н. э.) — римский политический деятель из плебейского рода Атилиев, народный трибун 311 года до н. э. Вместе со своим коллегой Гаем Марцием Рутилом Цензорином добился принятия закона, согласно которому все военные трибуны должны были избираться народным собранием (до этого они главным образом назначались командованием).